# Warmberg–Osterberg
Warmberg–Osterberg ist der Name eines  FFH- und  Naturschutzgebietes in der hessischen Stadt Liebenau im Landkreis Kassel.

## Allgemeines
Das Naturschutzgebiet mit der Gebietsnummer 1633004 ist 62,98 Hektar groß. Es ist nahezu deckungsgleich mit dem gleichnamigen FFH-Gebiet. Das Gebiet steht seit dem 31. Mai 1976 unter Naturschutz.

## Beschreibung
Das aus drei Teilflächen bestehende Naturschutzgebiet liegt südöstlich von Liebenau im Westen des Naturparks Reinhardswald. Es stellt einen Biotopkomplex aus Wacholderheiden, Kalkmagerrasen und Buchenwäldern an überwiegend nach Westen zum Tal der Warme, einem Seitental des Diemeltals mit seinem Kalk-Halbtrockenrasen, zum Teil steil abfallenden Hängen des Warm- und des Osterberges unter Schutz. Bei den drei Gebietsteilen handelt es sich um die Wacholderheide „Im Wiegenfuß“ (10,2 Hektar), den überwiegend bewaldeten Gebietsteil „Auf dem Warmberge“ (21,98 Hektar) und den fast komplett bewaldeten Gebietsteil „Der Osterberg“ (30,8 Hektar). Im Naturschutzgebiet sind Kalkheiden und -rasen sowie Kalktrockenrasen und Buchenwälder zu finden. Daneben stocken Kiefernwälder.
Im Gebiet kommen zahlreiche Orchideen vor. So wurden Rotes Waldvöglein, Braunrote Stendelwurz, Mückenhändelwurz, Einknollige Honigorchis, Grünliche Waldhyazinthe, Bienenragwurz, Fliegenragwurz, Hummelragwurz, Helmknabenkraut, Purpurknabenkraut und Dreizähniges Knabenkraut nachgewiesen. Frühere Vorkommen des Gelben Frauenschuhs waren bei einer Kartierung im Jahr 2004 größtenteils nicht mehr nachweisbar. Neben den Orchideen siedeln hier die drei Enzianarten Gewöhnlicher Fransenenzian, Kreuzenzian und Deutscher Fransenenzian sowie zahlreiche weitere Pflanzenarten, darunter die wertgebende Arten Gewöhnlicher Hufeisenklee, Geflecktes Ferkelkraut, Lothringer Lein, Sumpfherzblatt, Schopfige Kreuzblume, Echte Schlüsselblume, Großblütige Braunelle, Traubengamander und Großer Ehrenpreis.
Die Offenlandbereiche beherbergen eine artenreiche Schmetterlingsfauna. Bei einer Kartierung im Jahr 2004 wurden 33 Tagfalterarten gefunden, von denen 21 in Hessen als mindestens gefährdet gelten. So sind hier unter anderem Kreuzenzian-Ameisenbläuling, Silbergrüner Bläuling, Hufeisenkleegelbling, Großer Perlmuttfalter, Ehrenpreis-Scheckenfalter, Kreuzdorn-Zipfelfalter, Schachbrett, Kommadickkopffalter und Roter Würfeldickkopffalter sowie die Widderchenarten Thymian-, Esparsetten- und Kleines Fünffleckwidderchen heimisch. Weiterhin sind hier unter anderem Heuschrecken wie der Heidegrashüpfer und die Zauneidechse heimisch. Die Kalkmagerrasen und Wacholderheiden in den Gebietsteilen „Im Wiegenfuß“ und „Warmberg“ werden zur Pflege mit Ziegen und Schafen beweidet.
Die im Naturschutzgebiete stockenden Buchenwälder sind als Waldmeister- bzw. Orchideen-Buchenwälder ausgebildet. Sie werden von der Rotbuche dominiert. In der Krautschicht siedeln Waldmeister, Einblütiges Perlgras, Waldbingelkraut, Buschwindröschen, Vielblütige Weißwurz, Waldgerste und Frühlingsplatterbse bzw. Weißes Waldvöglein, Rotes Waldvöglein, Braunrote Stendelwurz und weitere Stendelwurzarten, Vogelnestwurz, Blaugrüne Segge, Echte Schlüsselblume, Maiglöckchen und Schwalbenwurz.
Im Bereich des Naturschutzgebietes verlaufen mehrere Wanderwege, darunter auch ein Abschnitt des Diemeltaler Schmetterlings-Steiges.
Das Naturschutzgebiet grenzt vielfach an landwirtschaftliche Nutzflächen, die Teilbereiche „Auf dem Warmberge“ und „Der Osterberg“ auch an Wälder.